# سفارة هايتي في فرنسا
سفارة هايتي في فرنسا هي أرفع تمثيل دبلوماسي لدولة هايتي لدى فرنسا. تقع السفارة في باريس وهي تهدف لتعزيز المصالح الهايتية في فرنسا.

## وصلات خارجية
- قائمة سفارات هايتي
- قائمة السفارات في فرنسا